# Friedrich Sustris

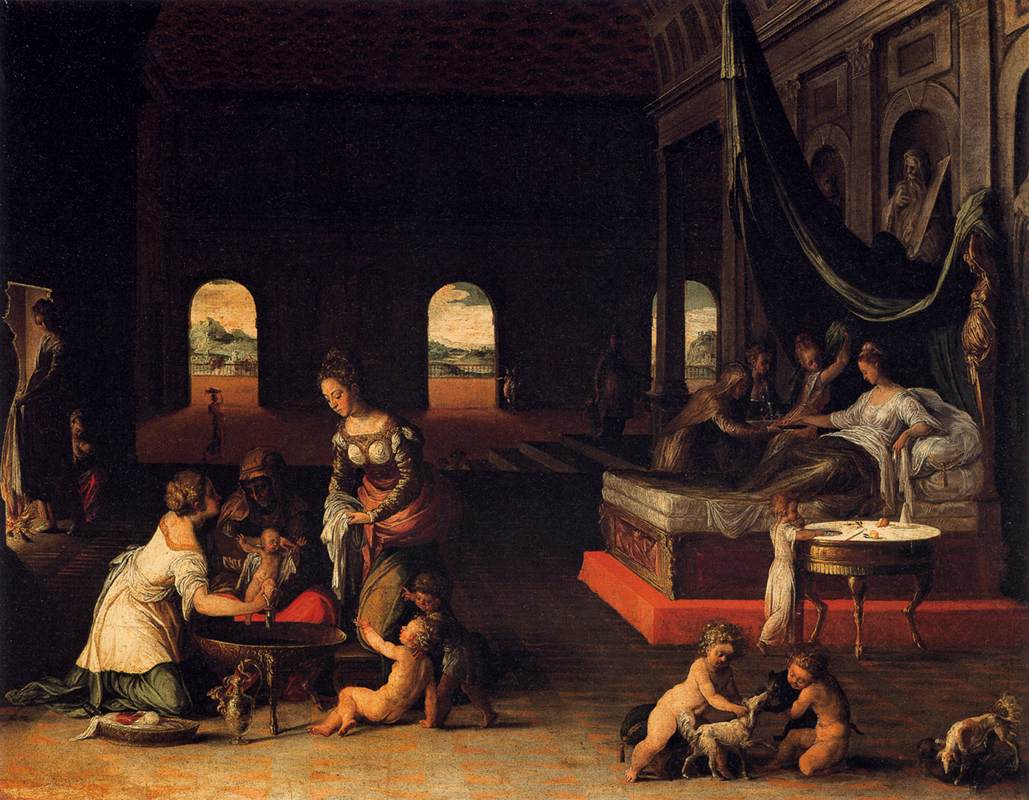
Obraz Friedricha Sustrise z roku 1565 s názvem Narození dítěte

Friedrich Sustris (* asi 1540 Itálie – 1599 Mnichov) byl německo-nizozemský renesanční malíř, designér a architekt. Byl synem umělce Lamberta Sustrise, který působil zejména v Itálii.
Uměleckou výuku absolvoval u svého otce v Benátkách a Padově. Poté, co se v roce 1560 vrátil z pobytu v Římě, byl v letech 1563-1567 pomocníkem slavného malíře a historika výtvarného umění Giorgia Vasariho ve Florencii. Jeho prvním důležitým zákazníkem byl německý velkoobchodník, svobodný pán (Freiherr) Hans Fugger, který u něj objednal dekoraci rodového sídla v Benátkách. Později převzal Sustris výzdobu místností pro uměleckou sbírku v tzv. Fuggerových domech (Fuggerhäuser) v Augsburgu.

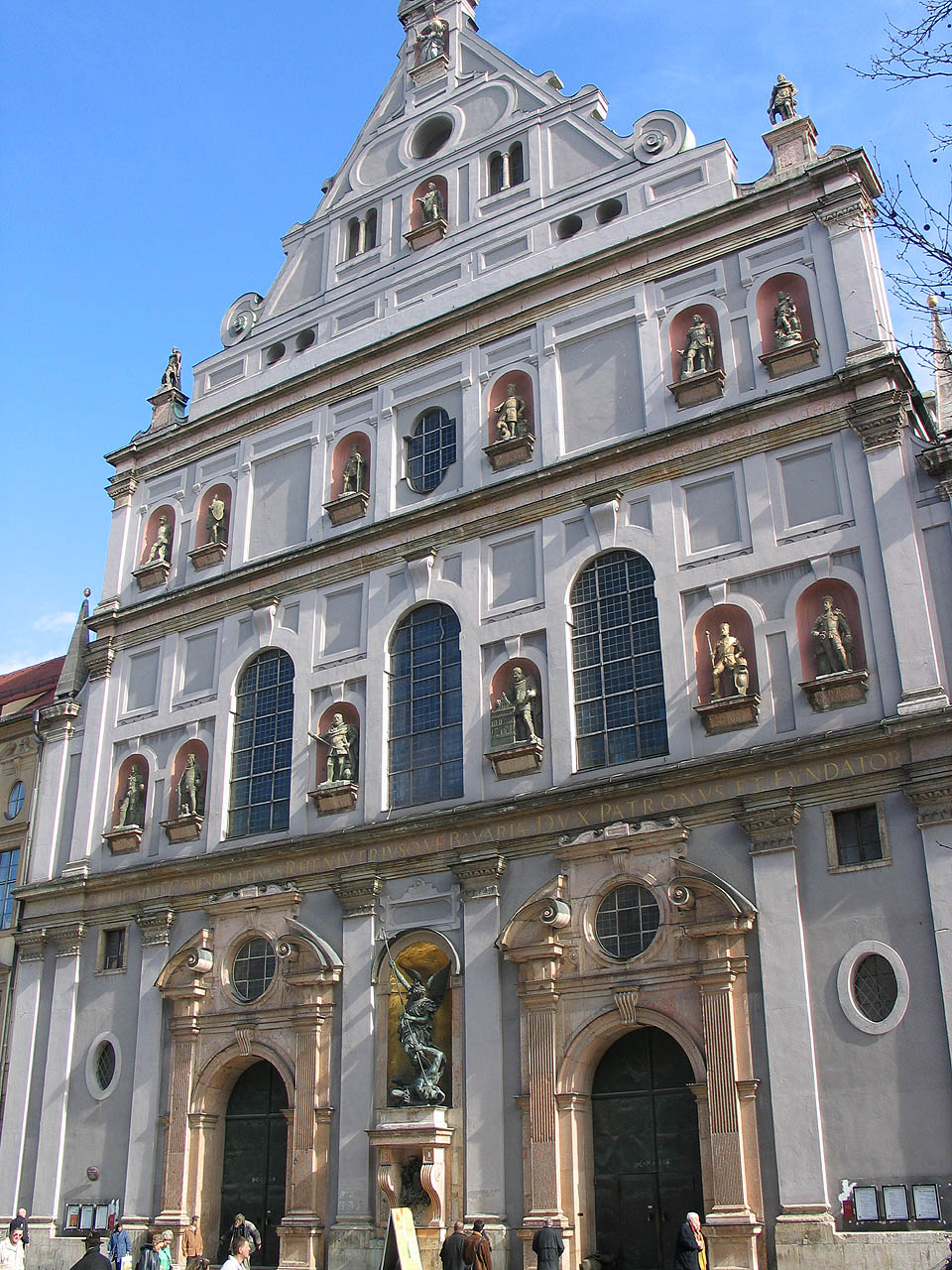
Průčelí jezuitského kostela sv. Michaela v Mnichově

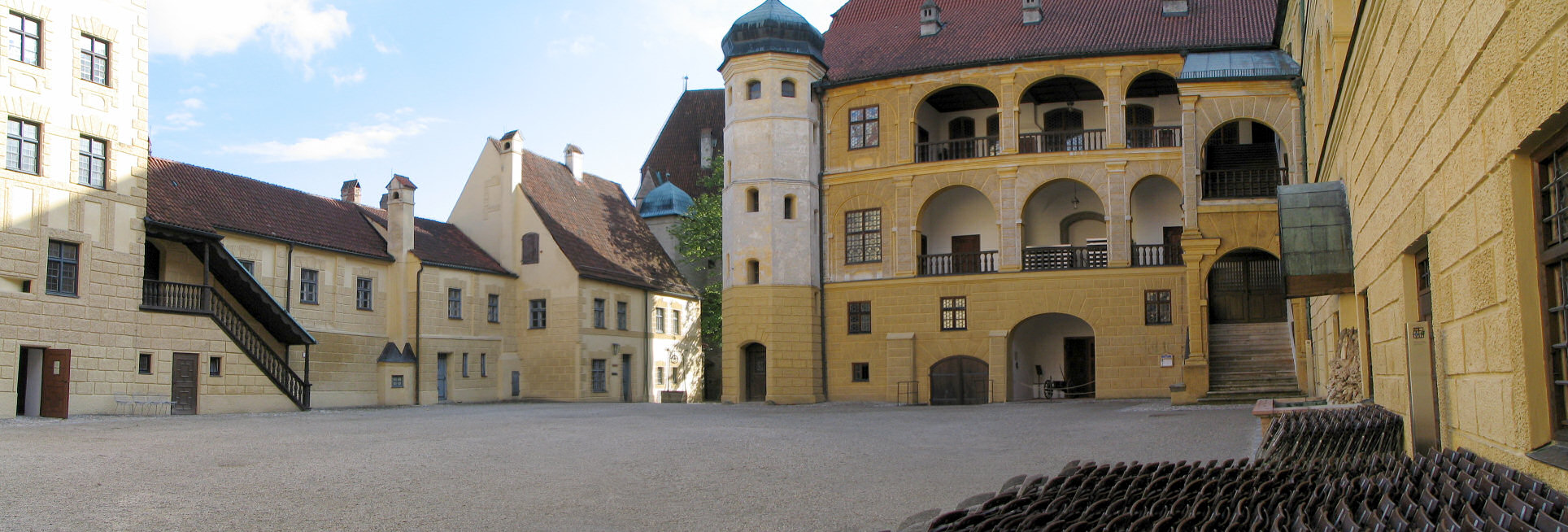
Renesanční dvůr zámku Trausnitz nad Landshutem

Od roku 1573 pracoval Sustris pro tehdejšího následníka bavorského vévody Viléma v Landshutu. Když Vilém V. v roce 1579 nastoupil na vévodský trůn v Mnichově, vzal Sustrise s sebou a v roce 1583 jej jmenoval vedoucím dvorním stavitelem.
Sustris se zasloužil o přestavbu zámku Trausnitz nad městem Landshut. Rozšířil také vévodskou rezidenci v Mnichově. V letech 1583-1597 byl zaměstnán stavbou mnichovského jezuitského kostela sv. Michaela a pravděpodobně také sousedící jezuitské koleje. Do Mnichova přinesl umělecké prvky nizozemsko-italského manýrismu a jeho zásluhou se do Bavorska dostal pozdně renesanční umělecký a architektonický styl.
Sustrisovou manželkou se stala dcera významného nizozemského malíře Jana Kraecka (1540-1607), který žil a působil v Itálii a byl věkově jeho vrstevníkem.